# لیو تائو
لیو تائو (به چینی : 刘涛) یک بازیگر و خواننده چینی است.

## سریال‌های تلویزیونی
- ۲۰۰۲
  - خوآن جو گو گو ۳ در نقش ما شو
- ۲۰۰۳
  - یوئن لای جیو شی نی در نقش دو مو شوئه
  - نیمی خدایی و نیمی شیطانی در نقش آ جو
- ۲۰۰۴
- مو دای خوآنگ فی در نقش چی رو یو
- ۲۰۰۵
  - قهرمان یونگ لُو در نقش مان آر
- ۲۰۰۶
  - ئینگ تائو جنگ هونگ در نقش منگ شین
  - افسانه مار سفید در نقش بای سو جن
  - جشنواره پاریس در نقش یو یوئه
  - پرنسس دالی در نقش آ سو
  - پری جام در نقش شیو شیو
  - ون جون ننگ یو جی دوآ چو در نقش جو اُو خوآنگ
  - دا رن وو در نقش چو چو
- ۲۰۰۷
  - شمشیر و شطرنج مرگ در نقش لیو ئی ئی

## فیلم‌ها
| سال  | نام          | نقش      |
| ---- | ------------ | -------- |
| ۲۰۱۱ | تأسیس یک حزب | شریک جین |
| ۲۰۱۷ | بیگانه       | لَم کِی یی |